# Calotes nemoricola
Espèce
Statut de conservation UICN

 LC  : Préoccupation mineure
Calotes nemoricola est une espèce de sauriens de la famille des Agamidae.

## Répartition
Cette espèce est endémique d'Inde. Elle se rencontre dans les Ghâts occidentaux.

## Description
C'est un saurien ovipare.

## Publication originale
- Jerdon, 1854 "1853" : Catalogue of Reptiles inhabiting the Peninsula of India. Part 1. Journal of the Asiatic Society of Bengal, vol. 22, p. 462-479 (texte intégral).